# أين تخبئون الشمس (فلم)
فيلم مصري أنتج في 1980.

## تمثيل
- عادل أدهم
- نادية لطفى
- نور الشريف
- جلال عيسى
- عبد الهادي بالخياط

## ملخص الفيلم
فيلم مجموعة من الشباب تتمرد على المجتمع وتعيش حياة الهبيز فيسببون مشاكل اينما يذهبون بحجة أن المجتمع والحكومات نظام غير سليم ويسبب التعاسة لافراد.

## روابط خارجية
- مقالات تستعمل روابط فنية بلا صلة مع ويكي بيانات